# Потоцкий, Адам
Адам Потоцкий (пол. Adam Potocki; 1776, Крушина — 25 ноября 1812, бой под Варшавой) — польский граф, помещик, полковник польских войск Герцогства Варшавского.

## Биография
Представитель польского дворянского рода Потоцких герба «Пилява». Единственный сын последнего воеводы белзского, графа Теодора Потоцкого (1738—1812) и Каролины Сапеги (1759—1814).
От своей бабки Констанции Данилович (1707—1792), третьей супруги его деда, каштеляна брацлавского Яна Канти Потоцкого, Адам получил поместье Крушина в Серадзском воеводстве вместе с историческим замком. Владелец поместий: Бильче, Городенка (которую он купил у отца), Смотрич и Савинцы (в брацлавском повете).
В 1809 году Адам Потоцкий за свой собственный счет снарядил 200 конных человек из своих поместий и соединился с отрядом войска польского Петра Стжишевского 27 мая 1809 года под Тарнополем. С этого времени начался его военный путь. Вместе со своим отрядом он сражался с австрийцами в боях под Залещиками, Тарнополем, Хоросткова и Хмелевкой. Он был вознагражден за те бои, в которых он стал известным.
Погиб в бою под Варшавой 25 ноября 1812 года. Он был похоронен в подземелье церкви капуцинов в Варшаве.
В 1796 году в Пражмуве Адам Потоцкий женился на Марии Антонине Ростворовской (1777 — 3 марта 1860), дочери подкомория королевского Анджея Яна Тадеуша Ростворовского (1745—1831) и Жозефы Кунегунды Коморовской (1755—1816). Их дети:
- Теодор Потоцкий (1798—1878), 1-я жена с 1832 года графиня Елена Людвика Дзедушская (1813—1851), 2-я жена — Фелиция Влодковская
- Каролина Потоцкая (6 августа 1798 — 27 сентября 1875), 1-й муж с 1815 года граф Александр Старженский (1796—1831), 2-й муж с 1826 года Генрик Клеменс Мирослав Накваский (1800—1876)
- Юлиуш Потоцкий (1805 — 28 января 1869), жена с около 1830 года Аниела Анна Урсун-Прушинская (1818—1903)
- Адамила Аниела Констанция Потоцкая (26 мая 1811 — 18 мая 1894), муж с 1832 года граф Николай Владислав Корвин-Каминский (1799—1873)
- Целестина Софья Стефания Потоцкая (26 мая 1811 — 14 января 1821)
- Эвелина Потоцкая (после 1812 — после 1819).